# Swaret
Swaret je program pro Slackware GNU/Linux
Název swaret je zkratkou slov: SlackWARE Tool.

## Historie
Program byl vytvořen Lucem Cottynem pod názvem „autopkg“, kvůli konfliktu jména s jiným projektem byl následně přejmenován na swaret. Luc opustil projekt po konfliktu s Patrickem Volkerdingem, vývojářem Slackwaru. V současnosti je projekt spravován Michaelem Manrym.